# The Bennies
The Bennies est un groupe australien de rock, originaire de Melbourne, dans l'État de Victoria. Se décrivant comme « reggae ska doom metal punk rock psychédélique de l'enfer », le groupe est connu pour ses concerts très énergiques, et son mélange de genres incluant le dub, le punk rock et le heavy metal. En 2023, le groupe compte quatre albums studio et deux EP.

## Histoire
Le groupe est formé en 2009 sous le nom de Madonna. Sous ce nom, le groupe sort une compilation éponyme d'enregistrements démo sur CD en 2010 avant de changer de nom pour The Bennies l'année suivante en raison de problèmes juridiques concernant l'utilisation du nom. Sous leur nouveau nom, The Bennies sortent leur premier album Party Party Party Party! le 3 septembre 2011 via Jackknife Music. En 2012, le groupe subit son premier changement de line-up après le départ du guitariste Steve Lavery et son remplacement par Christos « Souv » Salaoras. Après une tournée au Japon plus tard dans l'année, Salaoras quitte également The Bennies. Son remplaçant est Jules Rozenbergs, qui avait précédemment joué dans les groupes punk de Melbourne Kimbo. et The Gun Runners. Ce line-up restera intact pendant les six années suivantes, avec leur première sortie en 2013, Better Off Dread EP, le 20 avril 2013, suivi de Rainbows in Space, le deuxième album studio du groupe, qui sort en novembre. Il marque la première sortie du groupe chez Poison City Records, qui sortira tous les albums de Bennies jusqu'en 2017.
En 2014, le groupe sort son deuxième EP, Heavy Disco. Pour promouvoir cette sortie, le groupe apparaît sur le segment Like a Version de Triple J en février 2015. Le groupe interprète une version dépouillée de Heavy Disco, ainsi qu'une reprise de He'll Never Be An) Ol' Man River de TISM. Damian Cowell, qui était membre de TISM, approuvée la reprise du groupe et l'interprète avec eux en concert en 2016. Les Bennies eux-mêmes contribue ensuite au deuxième album studio de Cowell sous le nom de Damian Cowell's Disco Machine, Get Yer Dag On! de 2017, en participant à la chanson 365 Lemmys aux côtés d'Henry Wagons.
En 2015, un nouveau single intitulé Party Machine sort, qui s'avère être leur plus grand succès à ce jour, et est élu 88e du Triple J Hottest 100 de 2015. La chanson est le premier single de leur troisième album studio, Wisdom Machine, sort le 25 mars 2016, qui donne lieu à trois autres singles - Legalise (But Don't Tax), Detroit Rock Ciggies et Corruption, les deux derniers ayant fait l'objet de vidéos musicales.
Le groupe sort un single, Get High Like an Angel, à la fin de l'année 2017, et fait une tournée en Australie pour le soutenir, qui servira de titre d'ouverture au quatrième album studio de The Bennies, Natural Born Chillers. L'album sort le 2 février 2018 et est la première sortie du groupe chez Pool House Records. En mars 2018, il est annoncé que le bassiste, chanteur et membre fondateur Craig Selak quitterait le groupe après deux concerts dans des festivals. Son remplaçant était Nick Williams, que le groupe avait rencontré des années auparavant lors d'une tournée avec le groupe de Williams, Foxtrot. Selak forme ensuite LOSER, aux côtés de l'ancien chanteur de Apart From This, Tim Maxwell, et de l'ancien batteur du Smith Street Band, Chris Cowburn.
Le groupe continue à tourner en soutien à Natural Born Chillers tout au long de 2018, publiant des vidéos musicales pour Dreamkillers et Trip Report. En janvier 2019, le groupe annonce que son ami de longue date Graham Leach - alias DJ Snes Mega - rejoindrait le groupe de façon permanente. La première sortie du groupe en tant que quintette est un single, Waiting for Dave, qui est publié le 11 janvier 2019.
Horgan sort son premier album solo, Rudeboy, en décembre 2020. En juin 2022, le groupe annonce que Beaumont, Rozenbergs et Williams quitteraient le groupe à la suite d'un dernier spectacle le mois suivant à Melbourne. Horgan et Leach continueront sous le moniker et annoncent un nouveau line-up en novembre 2022, qui comprend le guitariste Ollie Roots, le bassiste Nick Thunder et le batteur Marco Foxlee. Le groupe joue son premier concert avec le nouveau line-up le même mois au Vinnies Dive Bar de Gold Coast.

## Discographie

### Albums studio
- 2011 : Party! Party! Party!
- 2013 : Rainbows in Space
- 2016 : Wisdom Machine
- 2018 : Natural Born Chillers

### EP
- 2013 : Better Off Dread
- 2016 : Heavy Disco

## Distinctions

### Music Victoria Awards
| Année | Œuvre             | Catégorie            | Résultat   | Ref. |
| ----- | ----------------- | -------------------- | ---------- | ---- |
| 2014  | Rainbows in Space | Meilleur album heavy | Nomination | ,    |